# Clavaria flavipes
Clavaria flavipes – gatunek grzybów należący do rodziny goździeńcowatych (Clavariaceae).

## Morfologia
Owocnik
Grzyby klawarioidalne tworzące niewielkie skupiska bazydiokarpów (do 10). Pojedynczy ma wysokość 30–80 mm, jest prosty o zaokrąglonym wierzchołku, rzadko z jednym rozwidleniem. Część płodna dobrze ograniczona., o wysokości 10–50 mm, grubości 1,5–3,5 mm, cylindryczna do maczugowatej, czasem lekko ściśnięta, czasem z wiekiem wzdłużnie bruzdowana, w stanie świeżym o barwie od bladożółtej do żółtoochrowej, po wysuszeniu brązowawoochrowa. Wierzchołek tej samej barwy lub czerwonobrązowy. Część sterylna 20-45 × 0,8–2 mm, cylindryczna, jasnożółta, po wysuszeniu żółtawoochrowa do czerwonawo-brązowej. U podstawy czasami występuje biaława grzybnia. Kontekst jasnożółty, o łagodnym smaku, brak zapachu. Bez reakcji na FeCl³.

## Systematyka i nazewnictwo
Pozycja w klasyfikacji według Index Fungorum: Clavaria, Clavariaceae, Agaricales, Agaricomycetidae, Agaricomycetes, Agaricomycotina, Basidiomycota, Fungi.
Synonimy:

- Clavaria argillacea subsp. flavipes (Pers.) Sacc. 1881
- Clavaria argillosa Britzelm. 1891
- Clavaria ericetorum Pers. 1800
- Clavaria gracillima Peck 1876
- Clavaria pallescens Peck 1910
- Clavaria gracillima (Peck) R.H. Petersen 1968